# Xã Hendricks, Michigan
Xã Hendricks (tiếng Anh: Hendricks Township) là một xã thuộc quận Mackinac, tiểu bang Michigan, Hoa Kỳ. Năm 2010, dân số của xã này là 153 người.